# Álvaro Nadal Belda
Álvaro María Nadal Belda (Madrid, 30 de gener de 1970) és un economista i polític espanyol, és el ministre d'Energia, Turisme i Agenda Digital d'Espanya des de 2016. Membre del Partit Popular, és diputat al Congrés dels Diputats des de 2016 i ho havia estat entre 2008 i 2012.

## Biografia
Va néixer a Madrid el 30 de gener de 1970. Casat i amb dos fills, és llicenciat en Ciències Econòmiques i Empresarials per la Universitat Pontifícia de Comillas. És germà bessó d'Alberto Nadal, també polític espanyol i membre del mateix partit, amb qui comparteix la seva trajectòria vital i acadèmica.
Pertany al Cos de Tècnics Comercials i Economistes de l'Estat i durant la seva carrera professional va ser assessor als Ministeris d'Indústria i Economia. També ha estat conseller econòmic i comercial de l'Ambaixada d'Espanya a Israel. Va ser assessor a la Secretaria d'Estat de Pressupostos i Despeses i durant l'any 2004 va ser subdirector general de Programació i Avaluació de Fons Comunitaris d'Espanya.
Escollit a les eleccions generals de 2008, 2011, 2015 i 2016 pel Partit Popular, ha estat diputat al Congrés dels Diputats entre 2008 i 2012, per Albacete, i ho és des de 2016 per Madrid, durant la IX, X, XI i XII Legislatura. Entre altres responsabilitats, va ser portaveu adjunt d'Economia del Grup Parlamentari Popular.
Dins el seu partit ocupa el càrrec de secretari executiu de Política Econòmica i Ocupació.
Entre el 2011 i el 2016 va ser el director de l'Oficina Econòmica del president del Govern d'Espanya en el primer mandat de Mariano Rajoy.
Quan l'any 2016 Rajoy va ser investit president per segona vegada, el va nomenar ministre d'Energia, Turisme i Agenda Digital d'Espanya, càrrec del qual va prendre possessió el dia 4 de novembre de 2016.